# 國防部軍備局生產製造中心第205廠

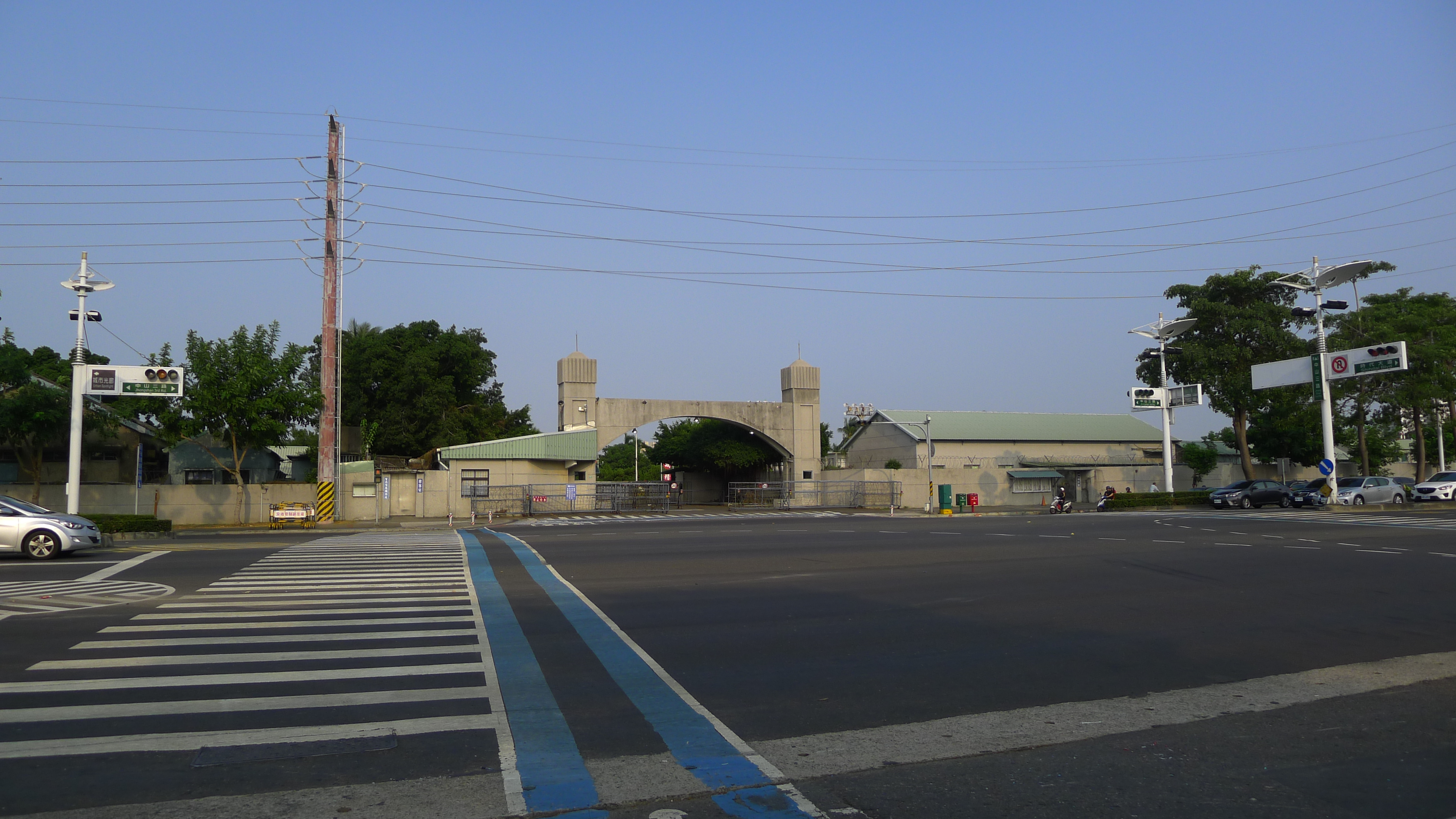
二〇五兵工廠原前鎮廠區正門，於高雄市中山三路、時代大道路口

國防部軍備局生產製造中心第205廠（原名聯勤第六十兵工廠、聯勤二〇五兵工廠），簡稱二〇五兵工廠，為國防部軍備局下的兵工廠，1945年（民國34年）成立，是第二次国共内战時隨國民政府遷移來台的四座兵工廠之一（另外三座分別為26廠、44廠、61廠）。205廠原位於高雄市前鎮區，今遷至大樹區林園營區、大樹北營區及光復營區，並部署的新型輕兵器彈藥生產線。

## 基本資料
- 成立日期：1945年10月24日
- 目前所在位置：高雄市大樹區。

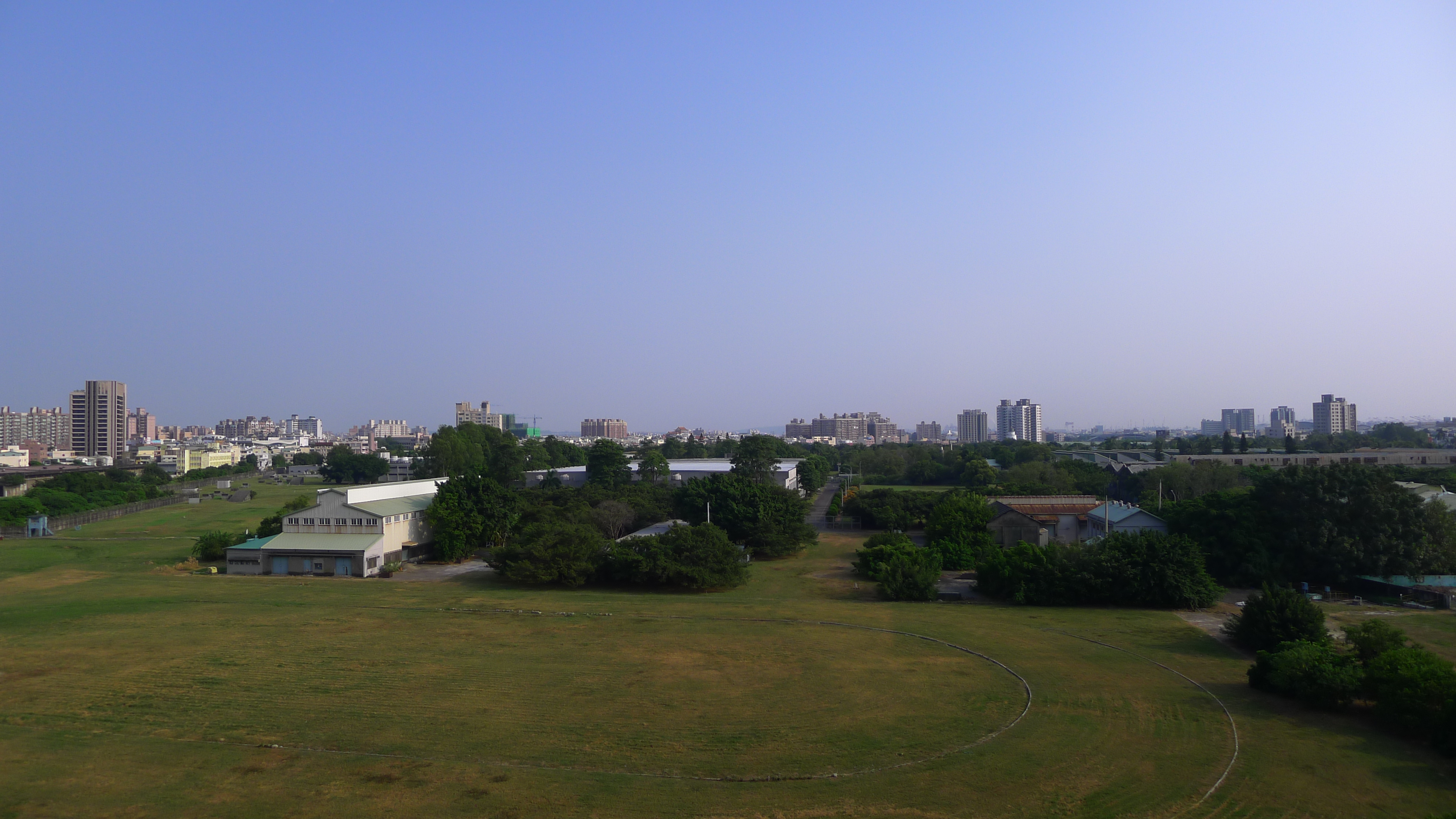
二〇五兵工廠原前鎮廠區

- 生產項目：T51手槍、57式步槍、57式機槍、T65突擊步槍、T74排用機槍、T75班用機槍、T75機砲、T85榴彈發射器、T86戰鬥步槍、T90重機槍、T91戰鬥步槍、T91自動榴彈發射器、T93狙擊步槍、T108狙擊步槍、T112戰鬥步槍、T112狙擊步槍、T112戰車砲及各式槍械用子彈等。
- 子彈年產量：9公厘子彈約300萬粒、7.62公厘子彈約2400萬粒、5.56公厘子彈約2400萬粒[1]。

### 隊徽含義
以原聯勤六〇兵工廠圖案設計而成，圈內圖形為六〇，代表本廠番號，外圓圈則代表精誠團結，圓滿達成任務之意。
圓形整體看似子彈彈體底部，也類同於槍管的來福線，代表二〇五兵工廠生產的槍彈成品。

## 沿革
205廠雖然自承廠史可追溯至清代的蘇州洋砲局（金陵兵工廠前身），但是其原始建廠組成人員與二一廠無關。該廠是在中國抗日戰爭勝利後，由二一廠纂江分廠廠長孫學斌與34位員工在民國三十四年10月接收位在南京金陵兵工廠原址建設的支那派遣軍南京野戰造兵廠，起初稱為兵工署二一兵工廠南京分廠，民國三十五年9月被改編更名為兵工署第六十兵工廠，孫學斌續任廠長。至民國三十七年（1948）時，職員有3,016人，除了金陵廠外，所屬單位有中華門輕機槍廠、富貴山步槍廠、徐州修械廠等。中华民国国军在第二次国共内战失利後，六十兵工廠自南京舉廠南遷台灣高雄市前鎮區，幾經再改編為今日205廠。

### 清朝時期(前身)

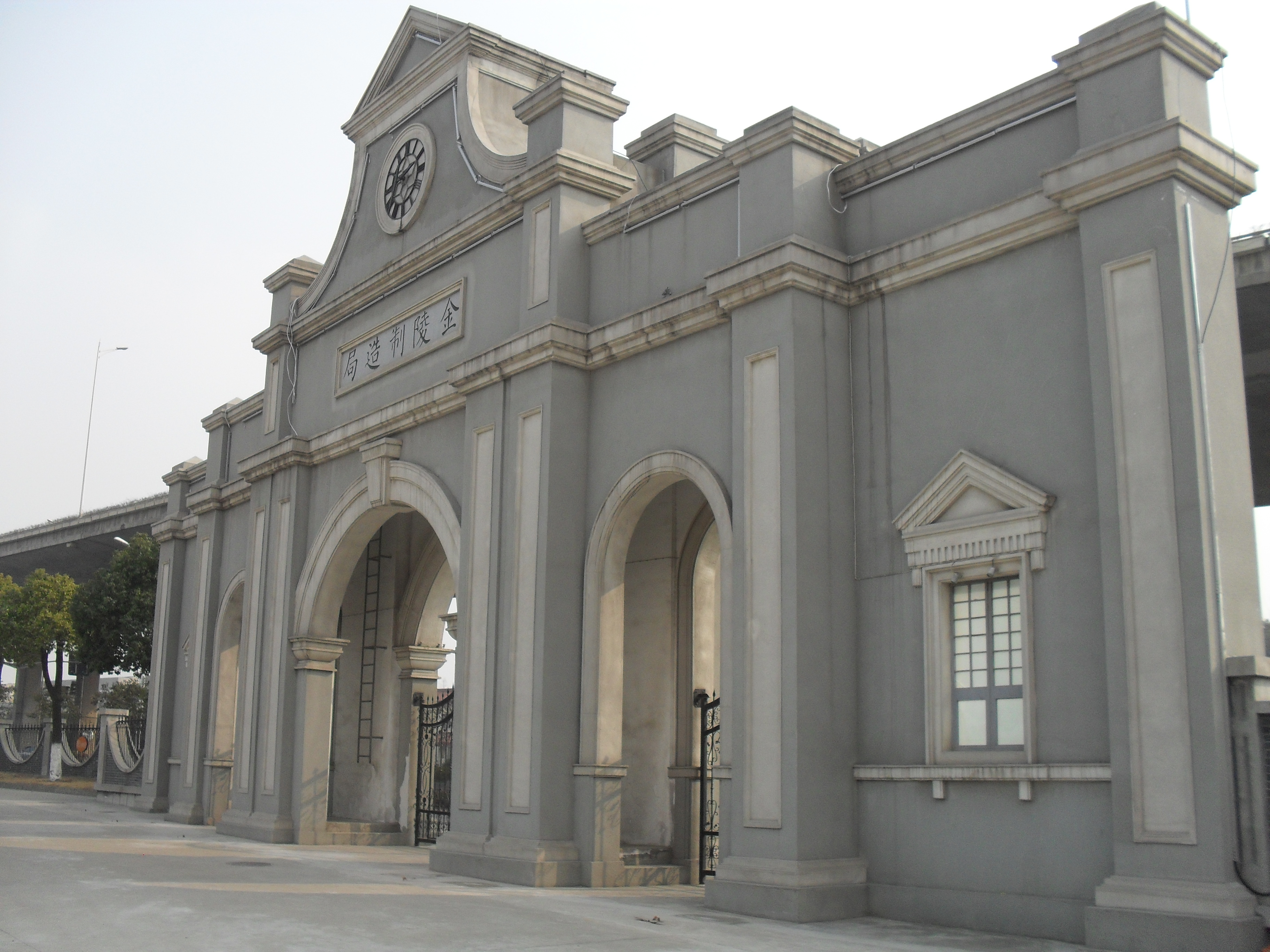
南京金陵製造局大门，现为南京晨光1865科技创意产业园

- 同治元年，自強運動興起，李鴻章向國外購置修械機器，於上海成立「松江砲廠」。
- 同治3年，江砲廠遷廠至江蘇蘇州，改稱「蘇州洋砲局」。
- 同治4年，蘇州洋砲局遷廠至南京雨花臺，更名為「金陵機器局」。

### 大陸時期
- 民國元年，中華民國政府成立，金陵機器局改名為「金陵製造局」。
- 民國2年，金陵製造局開始製造機關槍及各式槍彈。
- 民國10年，金陵製造局開始生產馬克沁機槍、白朗寧手槍。
- 民國18年，國民革命軍北伐統一中國，金陵製造局改制為「金陵兵工廠」。
- 民國24年，金陵兵工廠成功改良馬克沁機槍，稱為二四式重機槍，也成功改良毛瑟標準步槍1924年式（英语：Mauser Standardmodell），稱為中正式步槍。
- 民國27年，因應對日抗戰局勢，金陵兵工廠遷廠至重慶江北區，接收漢陽兵工廠部分設備並改名為「兵工署二一兵工廠」。
- 民國34年10月24日，部分人員隨政府組織返回南京並接收日本遺留下的支那派遣軍南京野戰造兵廠設備，支那派遣軍南京野戰造兵廠改稱為兵工署二一兵工廠南京分廠。
- 民國35年9月1日，兵工署二一兵工廠南京分廠改制為聯合勤務總司令部兵工署第六十兵工廠，此日亦被定為該廠廠慶日。產品包括有改膛為7.92公厘的日本步槍與機槍、三六式衝鋒槍、木柄手榴彈、82迫炮炮彈、75野炮炮彈等。
- 民國三十七年，因徐蚌會戰戰敗，徐州被中國共產黨攻下，徐州修械廠關閉，相關人員遷回六十廠。
- 民國37年11月，因國共內戰失利，兵工署下令六十兵工廠舉廠南遷台灣。位于南京的厂房由解放军第二野战军接管，成立军械总厂，后改名国营三〇七厂，为现在南京晨光集团的前身[2]。遷廠從民國三十七年12月至民國三十八年3月間，以14船次運至高雄，共運輸機材11,620噸、員工與眷屬4,231人。

### 台灣時期
- 民國三十八年1月，接收合併遷移臺灣的兵工署材料試驗處。
- 民國38年7月，兵工署第六十兵工廠在台復工，廠房全數使用高雄市前鎮區前日本陸軍第一倉庫。
- 民國39年1月，兵工署第六十兵工廠接收整併自海南島榆林運抵高雄的兵工署第十一兵工廠設備與人員。5月，國民政府棄守海南島。
- 民國43年（1954年），接收美國法蘭克福兵工廠（英语：Frankford Arsenal）製造子彈之機器及設備[a]。
- 民國四十四年，因聯勤改制，兵工署移編陸軍，六十廠移撥生產署，更名為聯勤生產署第六十兵工廠，除上層更動外其餘體制不變。
- 民國65年（1976年）1月，兵工署第六十兵工廠更名為聯勤二〇五兵工廠。
- 民國92年（2003年）10月1日，改隸國防部軍備局，更名為國防部軍備局生產製造中心第二〇五廠。
- 民國104年（2015年）6月4日，開放參觀，當時廠內設置銅殼生產線3條、彈頭生產線3條、全彈組裝線3條及包裝線1條，依據三軍任務及業務需要，生產5.56mm及7.62mm規格的系列彈藥[4]。
- 民國105年（2016年）8月5日，由高雄市長陳菊和國防部副部長鄭德美代表簽署「亞洲新灣區第205廠合作開發意向書」[5]。
- 民國108年（2019年）7月31日，遷建計畫第一標中科院林園營區新建工程舉行開工典禮，預計2022年完工[6]。
- 第二標大樹北營區新建工程，2019年8月完成招標。
- 第三標光復營區新建工程，2019年10月完成招標。
- 2024年遷廠完畢。